# 北田薄氷
北田 薄氷（きただ うすらい、1876年（明治9年）3月14日 - 1900年（明治33年）11月5日）は、日本の小説家。北田正董の二女。本名、尊子。大阪出身。尾崎紅葉門下生。
1898年（明治31年）に日本画家の梶田半古と結婚するが、1900年（明治33年）に結核（腸結核）のため25歳で死去した。墓所は豊島区駒込の染井霊園。

## 作品
- 処女作『三人やもめ』
- 代表作『乳母』
- その他の著作『葎の宿』、『濡衣』、『浅ましの姿』、『鬼千疋』、『産衣』、『秋の空』、『白髪染』、『晩桜』、『うしろ髪』、『二階の客』、『黒眼鏡』、『あしたの露』等
- 児童文学『おいてけぼり』、『食辛棒』等

## 逸話
- 薄氷と同じく尾崎紅葉門下生であった泉鏡花の作品「薄紅梅」の登場人物 「お京」は、薄氷がモデルとされている。